# Rod Temperton
Rodney Lynn "Rod" Temperton (født 9. oktober 1949 i Cleethorpes, Lincolnshire, England, død før 5. oktober 2016 ) var en engelsk sangskriver, pladeproducent og musiker, mest kendt for at have skrevet titelmelodien til Michael Jacksons Thriller, det bedst sælgende album nogensinde. 

## Biografi
Temperton gik på De Aston School i Market Rasen. Han var et af de oprindelige medlemmer af funk/disco-gruppen Heatwave. Sammen med gruppen komponerede han nogle af deres bedstsælgende singler, blandt andre "Boogie Nights", "Groove Line" og balladen "Always and Forever". De tre nævnte sange solgte millioner af eksemplerer i USA.
I 1979 samarbejdede han med Quincy Jones og Michael Jackson om at udtænke hvad der blev Jacksons første soloalbum i fire år, og hans første fuldstændige soloudgivelse hos Epic Records, Off the Wall.  I 1982 skrev Temperton tre sange, herunder titelsangen, til Jacksons næste lp, Thriller, som blev det bedstsælgende album nogensinde.
Temperton blev nomineret til en Oscar for "Miss Celie's Blues", som han var medforfatter af, fra lydsporet til Spielberg-filmen Farven Lilla.

## Sange
Temperton har alene eller med andre skrevet sange til følgende sangere og grupper:
- Michael Jackson: "Rock with You", "Off the Wall", "Burn This Disco Out", "Baby Be Mine", "The Lady in My Life" og "Thriller", "Someone in the Dark", "Hot Street".
- Heatwave: "Boogie Nights", "The Groove Line", "Gangsters of the Groove", "Lettin' it loose", "Always and Forever"
- James Ingram & Michael McDonald: "Yah Mo B There".
- Tamia: "You Put a Move on My Heart".
- Rufus: "Masterjam", "Live in Me".
- The Brothers Johnson: "Stomp!", "Treasure", "Light up the Night", "All About The Heaven".
- Donna Summer: "Love Is in Control (Finger on the Trigger)", "Livin' in America" og "Love is Just a Breath Away".
- Quincy Jones: "The Dude", "Razzamatazz", "Somethin' Special", "Turn on the Action", "The Secret Garden", "Back On The Block", "Baby Come to Me", "You Put a Move on My Heart" og "Q's Jook Joint".
- Herbie Hancock: "Lite Me Up", "Getting To The Good Part", "Motor Mouth".
- Aretha Franklin: "Livin' In The Streets".
- Jeffrey Osborne: "We Belong To Love" (som Temperton også producerede)
- Bob James: "Sign of the Times" og "The Steamin' Feelin'".
- The Manhattan Transfer: "Mystery", "The Spice of Life", fra deres album Bodies and Souls.
- George Benson: lp'en Give Me The Night, "Love x Love", "Turn Out the Lamplight" og titelsangen.
- James Ingram: lp'en It's Your Night.
- Anita Baker: "Mystery" fra hendes album Rapture
- Patti Austin: lp'en Every Home Should Have One; "Do You Love Me?", "The Genie".
- Second Image: "Lights Out" på Strange Reflections.
- Michael McDonald: "Sweet Freedom".
- Stephanie Mills: "Time of Your Life" og "Hold On to Midnight".
- Karen Carpenter: "Lovelines" og "If We Try".
- LL Cool J featuring Boyz II Men: "Hey Lover".
- Mica Paris: "Love Keeps Coming Back", "Two in a Million" og "You Put A Move On My Heart".
- Mýa: "Man in my Life".
- Klymaxx: "Man-Size Love".
- C+C Music Factory: "Share That Beat of Love".
- Angie Stone: "Lovers' Ghetto" fra hendes album Stone Love].
- Mariah Carey: "I'm That Chick" fra hendes album E=MC².

## Produktion
- Kim Wilde: "Say You Really Want Me".
- Jeffrey Osborne: "We Belong To Love".
- Quincy Jones: "I'll Be Good to You", "The Secret Garden", "I Don't Go For That", "Stomp"[8].
- Patti Austin: "Givin' In To Love"